# Fußballnationalmannschaft von Guadeloupe (Frauen)
Die Frauenfußballnationalmannschaft von Guadeloupe ist eine Auswahlmannschaft der Ligue Guadeloupéenne de Football, die das Überseegebiet Guadeloupe auf internationaler Ebene bei Frauen-Länderspielen vertritt. Die Mannschaft nahm bislang nur an der Karibikmeisterschaft und an der Qualifikation zum CONCACAF W Championship teil, jedoch nicht am CONCACAF W Championship selbst. Da der Verband kein Mitglied der FIFA ist, ist eine Teilnahme an Weltmeisterschaften nicht möglich.

## Geschichte
Ihr erstes Spiel absolvierte die Mannschaft bei der Karibikmeisterschaft 2000. Das Spiel gegen Martinique wurde mit 3:0 gewonnen. Nach einer Niederlage im Rückspiel schied Guadeloupe allerdings in der Vorrunde aus. Bei der Karibikmeisterschaft 2014, die auch als Qualifikation zum CONCACAF Women’s Gold Cup 2014 fungierte, hätte Guadeloupe gegen Haiti, Kuba und Suriname spielen sollen. Aufgrund eines Ausbruchs des Chikungunyafiebers wurde die Teilnahme jedoch zurückgezogen. Bei der Karibikmeisterschaft 2018 wurden beide Gruppenspiele gegen Curaçao und Antigua und Barbuda verloren, womit man den letzten Gruppenplatz belegte. Im Rahmen der Qualifikation zum CONCACAF Women’s Gold Cup 2018 wurden alle Gruppenspiele gegen Jamaika, Haiti und Martinique verloren. Bei der Qualifikation zum CONCACAF W Gold Cup 2024 verlor die Mannschaft jeweils das Hin- und Rückspiel gegen Kuba und St. Lucia und belegte damit den letzten Platz in Gruppe C2.

## Turniere

### Weltmeisterschaft
- 1991 bis 2023 – nicht teilgenommen

### CONCACAF W Championship / Gold Cup
- 1991 bis 2010 – nicht teilgenommen
- 2014 – Teilnahme zurückgezogen
- 2018 – nicht qualifiziert
- 2022 – nicht teilgenommen
- 2024 – nicht qualifiziert

### Karibikmeisterschaft
- 2000 – Vorrunde
- 2014 – Teilnahme zurückgezogen
- 2018 – Gruppenphase